# 地域歯周疾患指数
地域歯周疾患指数（ちいきししゅうしっかんしすう、Community Periodontal Index:CPI）は歯周病に関する指数の一つ。1982年にWHOがFDIと作成した地域歯周疾患処置必要度指数 ( Community Periodontal Index of Treatment Needs:CPITN ) を改変することで、1997年に作られた。
集団の歯周疾患の罹患状態の評価を簡便に調査でき、再現性が高いというメリットがあるため、歯周疾患の地域保健対策に適しているとされる。

## 方法
地域歯周疾患指数計測用に開発されたWHO型プローブを用い、プロービングを行う。
正常な場合をコード0、出血が見られる場合をコード1、歯石の存在する場合をコード2、4～5mmの歯周ポケットが存在する場合をコード3、6mm以上のポケットが存在する場合をコード4とする。
全ての歯の診査を行い、上下顎、前歯臼歯の6ブロックに分け、それぞれのブロックで最もコードの高い歯のコードを選ぶ方法と、前歯部ブロックはそれぞれ、上顎右側中切歯、下顎左側中切歯を診査し、臼歯部ブロックは、第一大臼歯と第二大臼歯を診査し、コードの高い物を選ぶ方法がある。後者の方法では、未成年の場合は臼歯部ブロックは第一大臼歯のみで行う一方、前歯部ブロックは中切歯4歯を診査する。なお、各ブロックにおいて、残存指数が1歯の時は隣接するブロックに入れる。
コード1はブラッシング指導が、コード2、3ではブラッシング指導とスケーリング、ルートプレーニングが、コード4ではブラッシング指導とスケーリング、ルートプレーニングの上に歯周外科手術が必要であるとされる。